# Ángel García Sanz
Ángel García Sanz (Fuentelcésped, Burgos, 1947-Segovia, 17 de julio de 2014) fue un académico, economista, historiador y catedrático universitario español, especialista en historia económica agraria.

## Biografía
Licenciado en Filosofía y Letras por la Universidad de Salamanca (1969), al finalizar su formación -orientado por Jean-Paul Le Flem- empezó a trabajar en los archivos de Segovia, ciudad a la que estuvo vinculado desde su infancia, y en los primeros años setenta se incorporó al Departamento de Historia Económica que Gonzalo Anes dirigía en la Universidad Complutense de Madrid, desarrollando las líneas de trabajo que Anes había expuesto en Las crisis agrarias en la  España moderna. Como resultado de esta labor leyó su tesis en 1973, con el título Desarrollo y crisis del Antiguo Régimen en Castilla la Vieja. Economía y sociedad en tierras de Segovia, 1500-1814 (1ª edición, 1977). Como profesor alcanzó la cátedra de Historia Económica en la Universidad de Valladolid. Desplegó su actividad como docente e investigador, especialista en la historia económica agraria, centrada en España y en Castilla sobre todo. Fue coordinador de varias obras sobre historia económica, una de ellas destacada: Reformas y políticas agrarias en la historia de España: (de la Ilustración al primer franquismo) (Madrid, 1996). Mantuvo un estrecho vínculo con su localidad natal, así como con Segovia, siendo académico de la Real Academia de San Quirce, y publicando diversos trabajos sobre historia agraria y social segoviana, (Población e industria textil en una ciudad de Castilla: Segovia, 1530-1750; Lana de Segovia para los telares de Cataluña en el siglo XIX, etc), siendo una de sus obras, Manipulación y falseamiento de la historia de Segovia y de Castilla (Madrid, 1982), escrita junto al catedrático de Estructura Económica de la Universidad Complutense de Madrid, y político socialista, Juan Muñoz García, un alegato en defensa del rigor histórico en el debate preautonómico en Castilla y León. En el ámbito educativo fue uno de los impulsores y el primer director de la Universidad de Verano de Castilla y León. Es considerado uno de los primeros economistas españoles interesados en el estudio la historia agraria y experto en el periodo histórico de los siglos XVI a XVIII.

## Obras
Libros
- Ángel García Sanz, Francisco Comín (ed. lit.), Ricardo Hernández García (ed. lit.), Javier Moreno Lázaro (ed. lit.), Vicente Pérez Moreda (ed. lit.), Ricardo Robledo Hernández (ed. lit.) Auge y decadencia de Castilla: estudios de historia económica y social (siglos XVI-XX), Crítica, 2016. ISBN 978-84-16771-23-3.
- — (1986). Desarrollo y crisis del Antiguo Régimen en Castilla la Vieja. Economía y sociedad en tierras de Segovia de 1500 a 1814. Akal. ISBN 8476001274.
- —; Julio Valdeón Baruque; Jesús Sanz (1982). Aproximación a la historia de Castilla y León. Madrid: Nuestra Cultura. ISBN 8474650461.
- —; Juan Muñoz García (1982). Manipulación y falseamiento de la historia de Segovia y de Castilla. Madrid. ISBN 8430068562.
- Javier Moreno Lázaro (2009). Los hermanos de Rebeca: motines y amotinados a mediados del siglo XIX en Castila la Vieja y León (prólogo de Ángel García Sanz). Región. ISBN 9788493517670.

Coordinación de obras colectivas
- —; Felipe Ruiz Martín (1998). Mesta, trashumancia y lana en la España moderna. Crítica. ISBN 8474238471.
- —; Jesús Sanz Fernández (1996).  Ministerio de Agricultura, Alimentación y Medio Ambiente, ed. Reformas y políticas agrarias en la historia de España : (de la Ilustración al primer franquismo). Madrid: Centro de Publicaciones Agrarias, Pesqueras y Alimentarias. ISBN 8449101743.
- —; John Elliott (1990).  Universidad de Valladolid, ed. La España del Conde Duque de Olivares : Encuentro Internacional sobre la España del Conde Duque de Olivares celebrado en Toro los días 15-18 de septiembre de 1989. Valladolid. ISBN 8477620946.
- Volúmenes 6, 7 y 8 de la «Historia de Castilla y León» (siglos XVI, XVII y XVIII) ISBN 8486047447